# 北海道道445号紋穂内停車場線

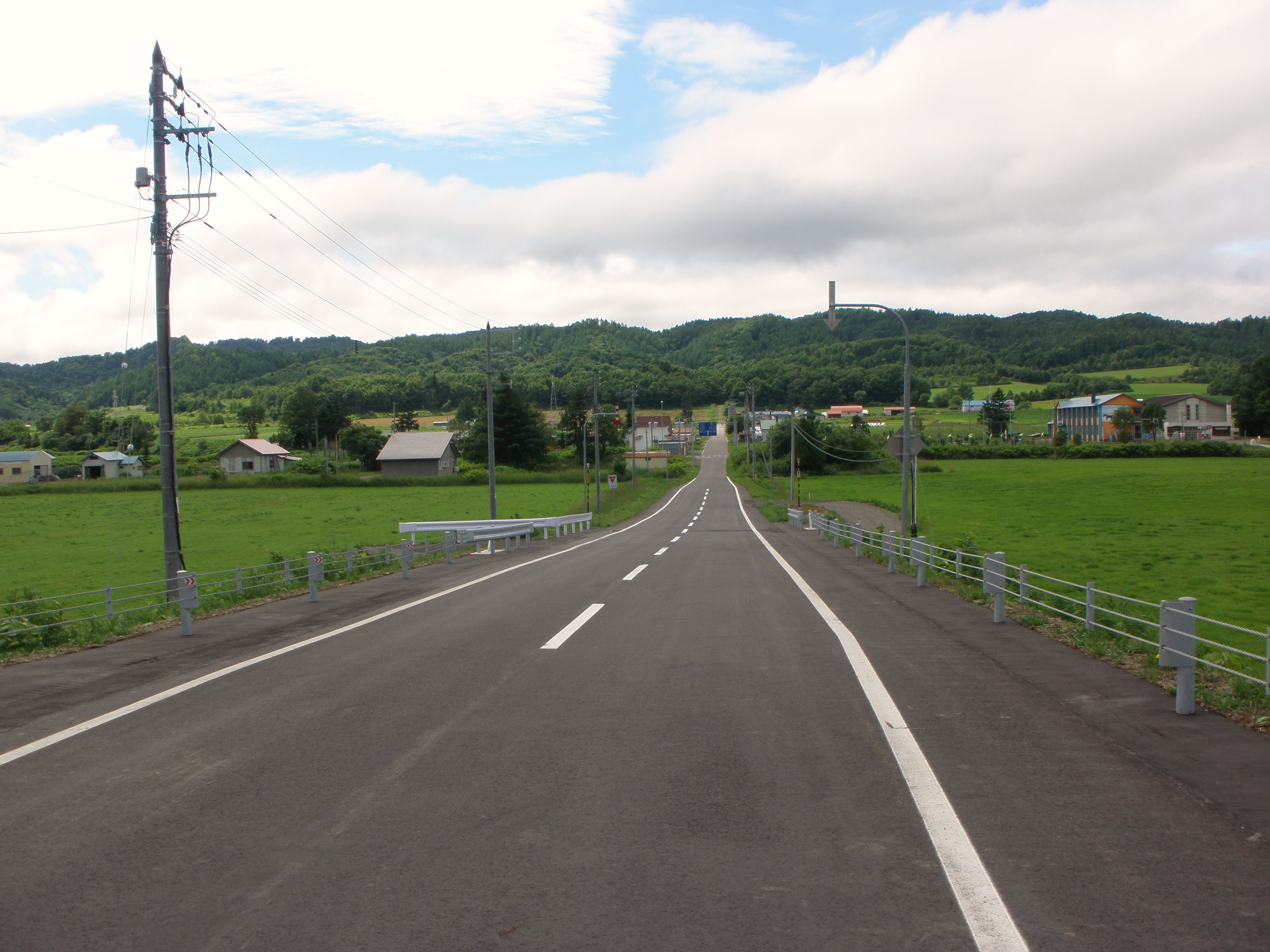
紋穂内橋付近より国道40号との交差点を望む

北海道道445号紋穂内停車場線（ほっかいどうどう445ごう もんぽないていしゃじょうせん）は、北海道中川郡美深町内を結ぶ一般道道（北海道道）である。

## 概要
美深町紋穂内地区に位置する宗谷線紋穂内駅と、天塩川対岸の西里地区を通過する国道40号とを結ぶ道道であったが、紋穂内駅は2021年（令和３年）3月13日付で廃止となっている。

### 路線データ
- 起点：北海道中川郡美深町字紋穂内（JR北海道 宗谷本線 紋穂内駅跡）
- 終点：北海道中川郡美深町字西里（国道40号線交点）
- 総延長：1.099 km[1][注釈 1]
- 実延長：1.088 km[1][注釈 1]
- 重用延長：0.011 km[1][注釈 1]

### 道路管理者
- 上川総合振興局 旭川建設管理部 美深出張所

## 歴史
- 1962年（昭和37年）4月13日 - 路線認定[2]。

## 路線状況

### 道路施設

#### 主な橋梁
- 紋穂内橋（348 m、天塩川、美深町字紋穂内 - 美深町字西里）

## 地理

### 通過する自治体
- 上川総合振興局
  - 中川郡美深町

### 交差する道路
美深町
- 国道40号 - 字西里（終点）